# Bösel
Bösel község Németországban, Alsó-Szászországban, a Cloppenburgi járásban. Lakosainak száma 8965 fő (2023. december 31.).